# Andrea Tiddi
Andrea Tiddi (Roma, 30 settembre 1968) è un sociologo e antropologo italiano.

## Biografia
Trae un personale approccio di ricerca dal metodo filosofico di Walter Benjamin ("L'eccezione che governa. Il concetto di politico in Walter Benjamin", 2013).
Laureatosi presso l'università La Sapienza di Roma, si dedica inizialmente all'analisi dei rapporti tra il contesto culturale della metropoli e l'emergere del Centro sociale autogestito negli anni novanta come tentativo culturale teso a produrre un'utopia concreta e possibile hic et nunc. In questo ambito pubblica per la Costa &Nolan "Il cerchio e la saetta" (1997).
Successivamente affronta il tema del "reddito garantito" in riferimento alla crisi del Welfare state ed alle trasformazioni del mondo del lavoro, pubblicando per l'editrice Castelvecchi "Reddito di cittadinanza verso la società del non lavoro" (2000).
Per DeriveApprodi ha pubblicato "Precari" (2001), una ricerca basata sul metodo dell'inchiesta e della 'conricerca' che indaga la soggettività del lavoro nel sistema postfordista, studio precursore del dibattito sul precariato. Nell'approfondire la relazione tra struttura economica e dinamiche sociali, Andrea Tiddi si orienta progressivamente verso lo studio di alternative distribuzioni della ricchezza. Nel 2007 è infatti tra i fondatori del Basic Income Network Italia (BIN), centro studi per la riforma del welfare state e l'introduzione del reddito garantito.
A partire da un approccio teorico che vede nella storia uno scontro persistente di forze, studia la protostoria. Rileggendo i miti più antichi della cultura europea alla luce delle conoscenze sulle civiltà neolitiche, trova riscontro nelle teorie di Marija Gimbutas, Mircea Eliade e Georges Dumézil. Alla ricerca delle radici dell'Europa nella transizione dal Neolitico alla prima Età del Bronzo, pubblica "Le origini dell'Europa antica" (2013), libro nel quale descrive le conseguenze culturali del passaggio dalla società agricola autoctona fondata sulla matrilinearità a quella segnata dall'egemonia dei popoli indoeuropei con una cultura pastorale e guerriera.

## Opere
- Il cerchio e la saetta. Autogestioni nello spazio metropolitano, Genova, Costa & Nolan, 1997.
- Con Agostino Mantegna, Reddito di cittadinanza: verso la società del non lavoro, Roma, Castelvecchi, 2000.
- Precari. Percorsi di vita tra lavoro e non lavoro, Roma, DeriveApprodi, 2002.
- Le origini dell'Europa antica, Genzano di Roma, Protopop Edizioni, 2013.
- The origins of Old Europe, Genzano di Roma, Protopop Edizioni, 2013.
- Precari, Genzano di Roma, Protopop Edizioni, 2013
- L'eccezione che governa. Il concetto di politico in Walter Benjamin, Genzano di Roma, Protopop Edizioni, 2013
- Articoli sul sito del Basic Income Network Italia

| Controllo di autorità | VIAF (EN) 75681195 · ISNI (EN) 0000 0000 3449 7669 · SBN RAVV101284 · LCCN (EN) n2002112015 |